# Gyrinus japonicus
Gyrinus japonicus là một loài bọ cánh cứng trong họ van Gyrinidae. Loài này được Sharp miêu tả khoa học năm 1873.

## Hình ảnh

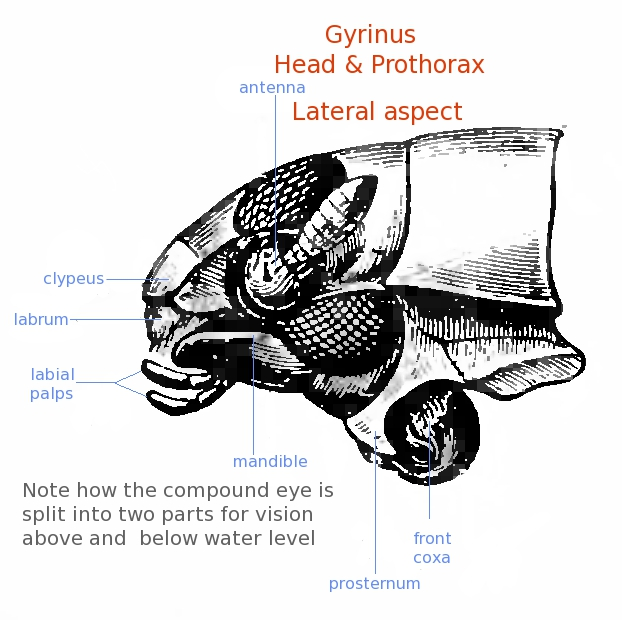
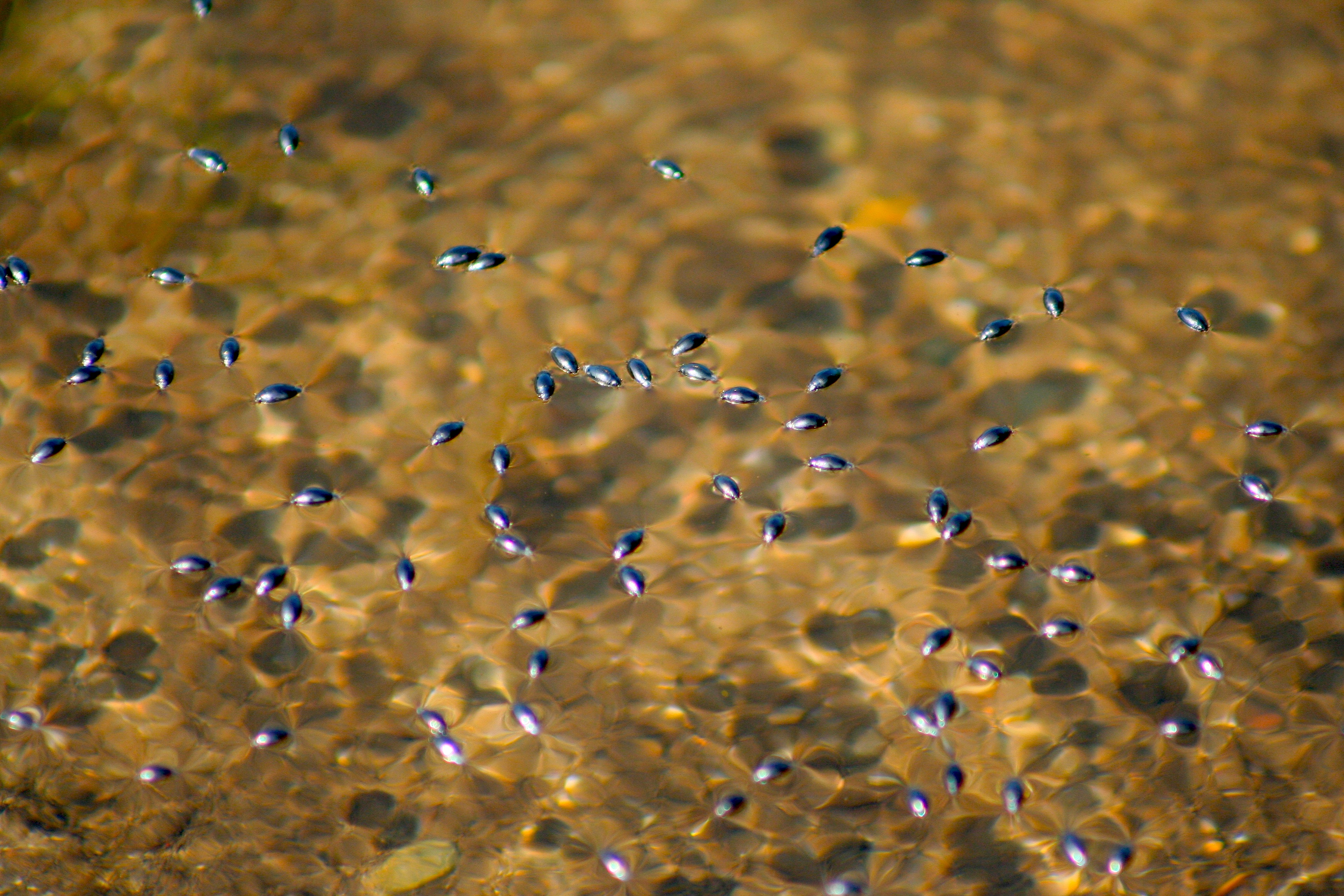
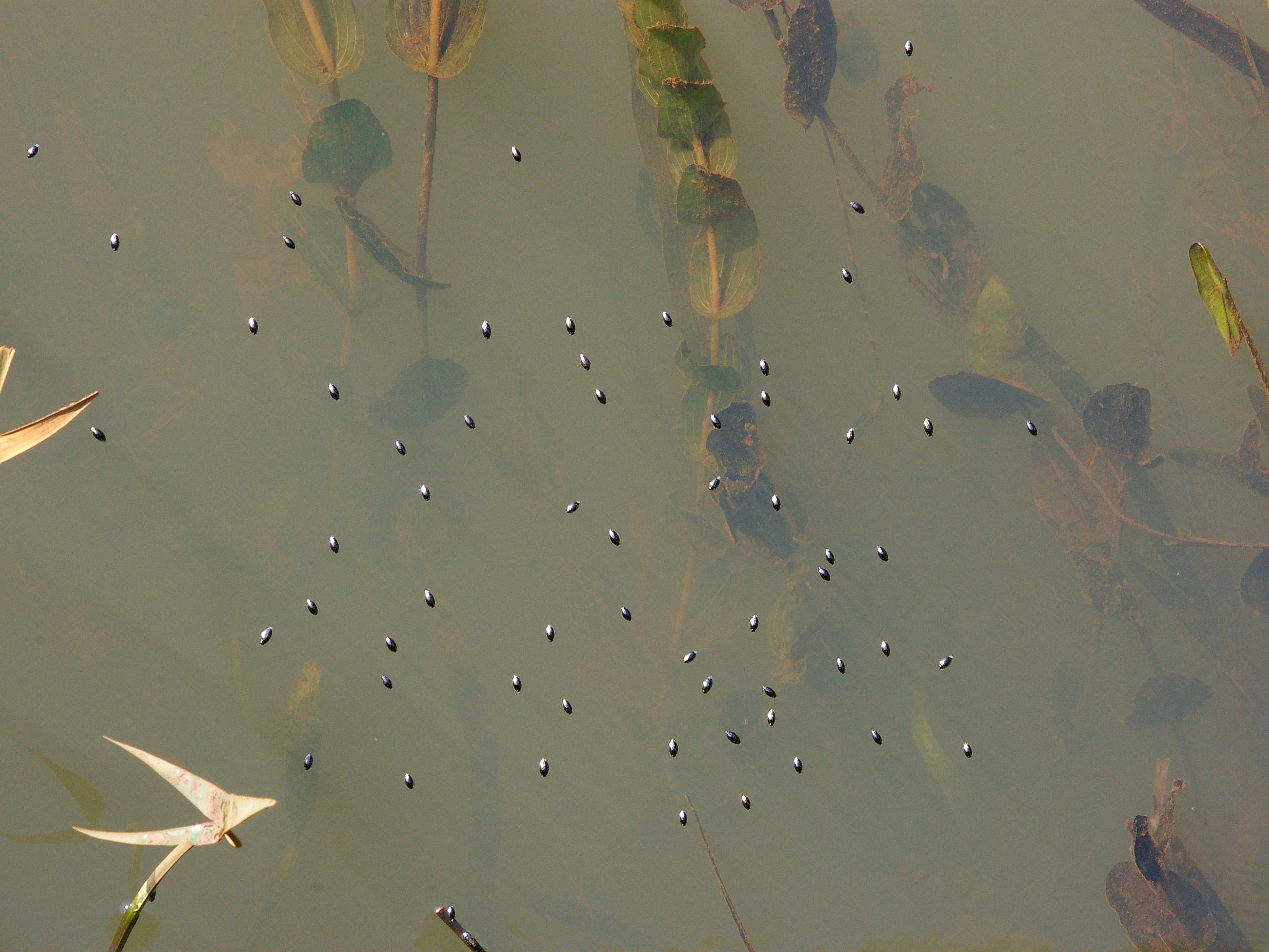
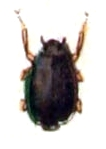